# Meter
 "Mikrometer" omdirigeres hertil. For måleinstrumentet, se Mikrometerskrue.
En meter (symbol m) er et mål for længde og en grundlæggende SI-enhed. En meter svarer til længden af den strækning lyset tilbagelægger i vakuum, i løbet af tidsrummet 1/299.792.458 sekund (altså cirka 0,0000000033564 sekund).
Metersystemet blev indført i Danmark ved lov den 4. maj 1907 med gradvis ikrafttræden mellem 1910 og 1916. Hundredeåret for dette blev fejret den 1. april 2012. Ordet meter kommer fra det franske ord mètre, som kommer af det græske metron (μέτρον), der betyder "mål".

## Definitioner
Meteren er siden 20. maj 2019 blevet defineret, ved at lade den faste numeriske værdi af lysets hastighed i vakuum, c, være lig med 299.792.458, når den er udtrykt i enheden m/s, hvor sekundet er defineret ved overgangsfrekvensen for cæsium Δ𝝂𝐂𝐬. Denne definition betyder ligesom den tidligere definition fra 1983, at "meteren er længden af den strækning lyset tilbagelægger i vakuum i løbet af 1/299.792.458 sekund".

### Tidligere definitioner
Meteren blev første gang defineret af Det Franske Videnskabsakademi i 1791 som en ti-milliontedel (1/10.000.000) af afstanden fra jordens geografiske ækvator til nordpolen gennem Paris. Der blev i 1799 fremstillet en platin-stang som prototype for meteren. For at udbrede kendskabet til meteren som nyt længdemål, opsattes 16 marmorblokke forskellige steder i Paris, hvor længden af en meter var indgraveret.
I 1875 blev meterkonventionen etableret og det dannede et globalt ensartet system som senere udviklede sig til SI-enheder. I 1889 blev den oprindelige platinstang erstattet af en stang med to indgraverede mærker. Stangen var af en legering bestående af 90% platin og 10% iridium, for at gøre den mere holdbar.
I perioden fra 1960 til 1983 blev meteren defineret som 1.650.763,73 gange bølgelængden af den stråling, der udsendes fra krypton-86 ved overgangen mellem to energitilstande. Det betød at meteren blev defineret 50 gange mere nøjagtigt i forhold til den gamle metode med platinmeteren.
I 1983 blev en meter defineret som længden af den vej lys tilbagelægger i det tomme rum i løbet af tiden 1/299.792.458 sekund.

## Afledte enheder

### Længde
Meteren danner grundlag for en lang række andre måleenheder.
Med de sædvanlige SI-præfikser dannes bl.a.
- nanometer (symbol: nm) – 1/1.000.000.000 meter
- mikrometer (symbol: µm) – 1/1.000.000 meter (indtil 1960 alternativt betegnet som mikron og noteret µ (my), i daglig tale også kaldet my-meter).
- millimeter (symbol: mm) – 1/1.000 meter
- centimeter (symbol: cm) – 1/100 meter
- decimeter (symbol: dm) – 1/10 meter
- hektometer (symbol: hm) – 100 meter
- kilometer (symbol: km) – 1.000 meter

Her ses en tabel over præfikser. De hyppigst anvendte er markeret med fed skrift:
| Mindre end én meter | Mindre end én meter | Mindre end én meter |  | Større end én meter | Større end én meter | Større end én meter |
| Faktor              | Navn                | Symbol              |  | Faktor              | Navn                | Symbol              |
| 10-1                | decimeter           | dm                  |  | 101                 | dekameter           | dam                 |
| 10-2                | centimeter          | cm                  |  | 10²                 | hektometer          | hm                  |
| 10-3                | millimeter          | mm                  |  | 103                 | kilometer           | km                  |
| 10-6                | mikrometer          | µm                  |  | 106                 | megameter           | Mm                  |
| 10-9                | nanometer           | nm                  |  | 109                 | gigameter           | Gm                  |
| 10-12               | pikometer           | pm                  |  | 1012                | terameter           | Tm                  |
| 10-15               | femtometer          | fm                  |  | 1015                | petameter           | Pm                  |
| 10-18               | attometer           | am                  |  | 1018                | exameter            | Em                  |
| 10-21               | zeptometer          | zm                  |  | 1021                | zettameter          | Zm                  |
| 10-24               | yoctometer          | ym                  |  | 1024                | yottameter          | Ym                  |

Serien suppleres af den tilladte enhed ångstrøm (10-10 m), der svarer nogenlunde til diameteren af et hydrogenatom.

### Areal
En kvadratmeter (symbol: m²) svarer til arealet af et kvadrat med en sidelængde på en meter. På tilsvarende vis kan afledes kvadratcentimeter (symbol: cm²), et kvadrat med sidelængde på en centimeter (dvs. 1/10.000 m²), kvadratkilometer (symbol: km², 1 million m²) og så videre.

### Volumen
En kubikmeter (symbol m3 eller m^3) svarer til volumenet af en kubus (terning) med en sidelængde på én meter. På tilsvarende vis kan afledes kubikdecimeter (symbol: dm³, 1/1000 m³, svarende til én liter), kubikcentimeter (symbol: cm³, 1/1.000.000 m³, svarende til én milliliter) osv.

## Tilsvarende længder i andre enheder
| Meter enheder, udtrykket i ikke-SI enheder | Meter enheder, udtrykket i ikke-SI enheder | Meter enheder, udtrykket i ikke-SI enheder | Meter enheder, udtrykket i ikke-SI enheder | Meter enheder, udtrykket i ikke-SI enheder | Ikke-SI enheder udtrykket i meter enheder | Ikke-SI enheder udtrykket i meter enheder | Ikke-SI enheder udtrykket i meter enheder | Ikke-SI enheder udtrykket i meter enheder |
| ------------------------------------------ | ------------------------------------------ | ------------------------------------------ | ------------------------------------------ | ------------------------------------------ | ----------------------------------------- | ----------------------------------------- | ----------------------------------------- | ----------------------------------------- |
| 1 meter                                    | {\displaystyle \approx }                   | 1,0936                                     | yard                                       |                                            | 1 yard                                    | =                                         | 0,9144                                    | meter                                     |
| 1 meter                                    | {\displaystyle \approx }                   | 39,370                                     | engelske tommer                            |                                            | 1 engelsk tommer                          | =                                         | 0,0254                                    | meter                                     |
| 1 centimeter                               | {\displaystyle \approx }                   | 0,39370                                    | engelske tommer                            |                                            | 1 engelsk tommer                          | =                                         | 2,54                                      | centimeter                                |
| 1 millimeter                               | {\displaystyle \approx }                   | 0,039370                                   | engelske tommer                            |                                            | 1 engelsk tommer                          | =                                         | 25,4                                      | millimeter                                |
| 1 meter                                    | =                                          | {\displaystyle 1\cdot 10^{10}}             | ångstrøm                                   |                                            | 1 ångstrøm                                | =                                         | {\displaystyle 1\cdot 10^{-10}}           | meter                                     |
| 1 nanometer                                | =                                          | 10                                         | ångstrøm                                   |                                            | 1 ångstrøm                                | =                                         | 100                                       | picometer                                 |

"{\displaystyle \approx }" betyder "er circa lig med"
"=" betyder "lige ved definition" eller " er præcist lige med"
En meter er præcist ækvivalent til {\displaystyle {\tfrac {5000}{127}}}engelske tommer og til {\displaystyle {\tfrac {1250}{1143}}}yard.